# 金線盔魚
金線盔魚，為輻鰭魚綱鱸形目隆頭魚亞目隆頭魚科的其中一種，分布於澳洲海域，棲息深度3-10公尺，本魚雌魚有橘黃色而淺藍綠色的縱向線;在基部地在背鰭的柔軟部位的尾鰭基底與一個大的邊緣藍色的黑色斑點的一個邊緣藍色的黑色斑點。雄魚展現相同的圖案但是有比較深的藍綠色到綠色的線，而且背面有模糊的狹窄綠色的橫帶，一個深的綠色斑點在胸鰭的基底，沒有黑色的斑點的背鰭出現在雌性。身體綠色背面有很多的縱向線橘黃色而藍綠色; 藍色在上尾柄，上邊緣了黑色的斑點，體長可達14公分，棲息在藻類生長且水淺的沙底質海域，生活習性不明。

## 擴展閱讀
維基物種上的相關：金線盔魚